# Sasca Nouă, Suceava
Sasca Nouă este un sat în comuna Cornu Luncii din județul Suceava, Moldova, România.
 Acest articol despre o localitate din județul Suceava este deocamdată un ciot. Puteți ajuta Wikipedia prin completarea lui.